# Francisco Laínez
Francisco Laínez (né en 1961), est un homme politique salvadorien. Succédant à María Eugenia Brizuela de Ávila, il est ministre des Affaires étrangères du Salvador du 1er juin 2004 au 16 janvier 2008.